# Immikkeerteq (Ammassalik)
Immikkeerteq [ˌimːiˈkːɜːtːɜ(q)] (nach alter Rechtschreibung Ingmíkêrteĸ; Kitaamiusut Immikkoortoq) ist eine wüst gefallene grönländische Siedlung im Distrikt Ammassalik in der Kommuneqarfik Sermersooq.

## Lage
Immikkeerteq liegt auf der gleichnamigen kleinen Insel. Auf dem Land nur 200 m östlich liegt Sittingaleq und 400 m östlich Suunaajik. Die drei Wohnplätze bildeten somit eine Einheit. Der nächstgelegene heute noch bewohnte Ort ist Kulusuk 3,1 km nordöstlich.

## Geschichte
Immikkeerteq war ein kurzlebiger Wohnplatz, der nur zwischen 1946 und 1952 von sieben bis zehn Personen bewohnt war. Anschließend wurde er wieder aufgegeben.